# Molde Fotballklubb 2020
Questa voce raccoglie le informazioni riguardanti il Molde Fotballklubb nelle competizioni ufficiali della stagione 2020.

## Stagione
A causa della pandemia di COVID-19, il 12 marzo 2020 è stato reso noto che la Norges Fotballforbund aveva inizialmente rinviato l'inizio dell'attività calcistica al 15 aprile. A seguito della decisione del ministero della cultura di vietare la ripresa delle attività fino al 15 giugno, i calendari del campionato sono stati ancora rimodulati. Il 7 maggio, il ministro della cultura Abid Raja ha confermato che l'Eliteserien sarebbe ricominciata il 16 giugno. Il 12 giugno, Raja ha reso noto che sarebbe stata permessa una capienza massima di 200 spettatori. Dal 30 settembre, la capienza è stata aumentata a 600 spettatori.
Il 10 settembre 2020, la Norges Fotballforbund – dopo diversi rinvii – ha dovuto annullare l'edizione stagionale del Norgesmesterskapet, a causa dell'impossibilità di disputare tutte le partite previste a causa della condensazione del calendario del campionato. Anche il calciomercato è stato organizzato quindi diversamente, con una sessione estiva e una autunnale.
Il Molde, campione in carica, ha chiuso la stagione al 2º posto finale. In virtù della vittoria del campionato precedente, la squadra ha partecipato ai turni preliminari della Champions League, fermandosi agli spareggi per l'eliminazione subita per mano del Ferencváros. Ripescato quindi in Europa League, il Molde ha superato la fase a gironi, per poi eliminare l'Hoffenheim ai sedicesimi di finale, prima di venire sconfitto dal Granada agli ottavi.
Fredrik Aursnes, Andreas Linde e Magnus Wolff Eikrem sono stati i calciatori più utilizzati in stagione, con 42 presenze tra campionato e coppe europee. Ohi Omoijuanfo è stato invece il miglior marcatore, con 16 reti tra tutte le competizioni.

## Maglie e sponsor
Lo sponsor tecnico per la stagione 2020 è stato Nike, mentre lo sponsor ufficiale è stato Sparebanken Møre. La divisa casalinga era composta da una maglietta blu con inserti bianchi, pantaloncini e calzettoni bianchi. Quella da trasferta era invece costituita da una maglia bianca, con pantaloncini e calzettoni blu.
| Casa | Trasferta |

## Rosa
| N. |                     | Ruolo | Calciatore                 |
| -- | ------------------- | ----- | -------------------------- |
| 1  | Svezia (bandiera)   | P     | Andreas Linde              |
| 2  | Norvegia (bandiera) | D     | Martin Bjørnbak            |
| 3  | Norvegia (bandiera) | D     | Birk Risa                  |
| 5  | Gambia (bandiera)   | D     | Sheriff Sinyan             |
| 6  | Norvegia (bandiera) | D     | Stian Gregersen            |
| 7  | Norvegia (bandiera) | C     | Magnus Wolff Eikrem        |
| 8  | Norvegia (bandiera) | C     | Fredrik Sjølstad           |
| 9  | Svezia (bandiera)   | A     | Mattias Moström            |
| 10 | Nigeria (bandiera)  | A     | Leke James                 |
| 10 | Islanda (bandiera)  | A     | Björn Bergmann Sigurðarson |
| 11 | Norvegia (bandiera) | C     | Martin Ellingsen           |
| 12 | Belgio (bandiera)   | P     | Álex Craninx               |
| 14 | Norvegia (bandiera) | A     | Erling Knudtzon            |
| 15 | Norvegia (bandiera) | C     | Tobias Christensen         |
| 16 | Norvegia (bandiera) | C     | Etzaz Hussain              |
| 17 | Norvegia (bandiera) | C     | Fredrik Aursnes            |
| 19 | Norvegia (bandiera) | C     | Eirik Hestad               |

| N. |                           | Ruolo | Calciatore               |
| -- | ------------------------- | ----- | ------------------------ |
| 20 | Stati Uniti (bandiera)    | D     | Henry Wingo              |
| 20 | Costa d'Avorio (bandiera) | A     | Datro Fofana             |
| 22 | Norvegia (bandiera)       | A     | Ola Brynhildsen          |
| 23 | Norvegia (bandiera)       | C     | Eirik Ulland Andersen    |
| 25 | Norvegia (bandiera)       | D     | John Kitolano            |
| 25 | Norvegia (bandiera)       | C     | Emil Breivik             |
| 26 | Norvegia (bandiera)       | P     | Mathias Eriksen Ranmark  |
| 27 | Norvegia (bandiera)       | D     | Marcus Holmgren Pedersen |
| 28 | Norvegia (bandiera)       | D     | Kristoffer Haugen        |
| 30 | Costa d'Avorio (bandiera) | A     | Mathis Bolly             |
| 34 | Norvegia (bandiera)       | P     | Oliver Petersen          |
| 37 | Norvegia (bandiera)       | A     | Ole Sebastian Sundgot    |
| 40 | Norvegia (bandiera)       | D     | Adrian Ugelvik           |
| 44 | Norvegia (bandiera)       | C     | Jacob Bolsø              |
| 46 | Norvegia (bandiera)       | P     | Ola Lervik               |
| 99 | Norvegia (bandiera)       | A     | Ohi Omoijuanfo           |

## Calciomercato

### Sessione invernale(dal 09/01 al 01/04)
| Arrivi           | Arrivi                   | Arrivi                        | Arrivi        |
| R.               | Nome                     | da                            | Modalità      |
| ---------------- | ------------------------ | ----------------------------- | ------------- |
| D                | Stian Gregersen          | Elfsborg                      | fine prestito |
| D                | Marcus Holmgren Pedersen | Tromsø                        | definitivo    |
| D                | John Kitolano            | Wolverhampton                 | prestito      |
| Altre operazioni |                          |                               |               |
| R.               | Nome                     | da                            | Modalità      |
| D                | Simen Hagbø              | Brattvåg                      | fine prestito |
| D                | Martin Ove Roseth        | Sogndal                       | fine prestito |
| C                | Emil Breivik             | Raufoss                       | fine prestito |
| C                | Tobias Hestad            | Asker                         | fine prestito |
| C                | Tobias Svendsen          | Nest-Sotra                    | fine prestito |
| A                | Daniel Chima             | Heilongjiang Huoshan Mingquan | fine prestito |
| A                | Sivert Gussiås           | Strømmen                      | fine prestito |

| Partenze | Partenze                | Partenze        | Partenze   |
| R.       | Nome                    | a               | Modalità   |
| -------- | ----------------------- | --------------- | ---------- |
| P        | Mathias Eriksen Ranmark | HamKam          | prestito   |
| D        | Ruben Gabrielsen        |                 | svincolato |
| D        | Simen Hagbø             | Levanger        | definitivo |
| D        | Martin Ove Roseth       | Sogndal         | definitivo |
| C        | Emil Breivik            | Raufoss         | prestito   |
| C        | Tobias Hestad           | Stjørdals-Blink | prestito   |
| C        | Tobias Svendsen         |                 | svincolato |
| A        | Daniel Chima            | Taizhou Yuanda  | definitivo |
| A        | Sivert Gussiås          | Sandefjord      | definitivo |

### Sessione estiva(dal 10/06 al 30/06)
| Arrivi | Arrivi          | Arrivi     | Arrivi     |
| R.     | Nome            | da         | Modalità   |
| ------ | --------------- | ---------- | ---------- |
| D      | Sheriff Sinyan  | Lillestrøm | definitivo |
| A      | Ola Brynhildsen |            | svincolato |

| Partenze | Partenze      | Partenze | Partenze   |
| R.       | Nome          | a        | Modalità   |
| -------- | ------------- | -------- | ---------- |
| D        | Vegard Forren | Brann    | definitivo |

### Sessione autunnale(dall'08/09 al 05/10)
| Arrivi | Arrivi                  | Arrivi | Arrivi        |
| R.     | Nome                    | da     | Modalità      |
| ------ | ----------------------- | ------ | ------------- |
| P      | Mathias Eriksen Ranmark | HamKam | fine prestito |
| D      | Birk Risa               | Odd    | definitivo    |

| Partenze | Partenze      | Partenze      | Partenze      |
| R.       | Nome          | a             | Modalità      |
| -------- | ------------- | ------------- | ------------- |
| D        | John Kitolano | Wolverhampton | fine prestito |

## Risultati

### Eliteserien

#### Girone di andata
| Arbitro: | Skjerven (Kaupanger) |

|                   |           |                                                   |
| Bolkan Nordli 29’ | Marcatori | 10’ Wolff Eikrem 45’ Hussain 54’ James 86’ Hestad |

| Arbitro: | Moen (Haugesund) |

|                |           |  |
| Omoijuanfo 47’ | Marcatori |  |

| Arbitro: | Hansen (Feda) |

|                             |           |                                                |
| M. Ugland 18’ Bringaker 75’ | Marcatori | 29’ Holmgren Pedersen 45’ Haugen 90’ Gregersen |

| Arbitro: | Saggi (Drammen) |

|                                                               |           |              |
| Wolff Eikrem 20’ Knudtzon 55’ James 59’ Omoijuanfo 90’ (rig.) | Marcatori | 61’ Vetlesen |

| Arbitro: | Skjerven (Kaupanger) |

|                                   |           |                                    |
| Pellegrino 53’ Hopmark 90’ (rig.) | Marcatori | 64’ Hussain 73’ (aut.) P. Ulvestad |

| Arbitro: | M. Smehus Kringstad |

|                          |           |            |
| Aursnes 31’ Kitolano 32’ | Marcatori | 61’ Jansen |

| Arbitro: | Eskås (Oslo) |

|  |           |                                           |
|  | Marcatori | 18’ Ulland Andersen 29’ Hussain 78’ James |

| Arbitro: | Hagen (Grue) |

|                                                                |           |  |
| James 5’ (rig.), 63’ Hussain 13’ Wingo 76’ Ulland Andersen 80’ | Marcatori |  |

| Arbitro: | Hobber Nilsen (Oslo) |

|  |           |                                               |
|  | Marcatori | 44’ Hestad 57’ Hussain 60’ James 80’ Knudtzon |

| Arbitro: | Hansen (Feda) |

|                                  |           |               |
| Berg 25’ Junker 65’ J. Hauge 71’ | Marcatori | 9’ Omoijuanfo |

| Arbitro: | Hagenes (Flaktveit) |

|                                                        |           |           |
| Aursnes 28’ Christensen 56’ Omoijuanfo 78’ Hussain 90’ | Marcatori | 86’ Finne |

| Arbitro: | Aslam |

|                           |           |                 |
| Rufo 18’ Vales 90’ (rig.) | Marcatori | 14’ Brynhildsen |

| Arbitro: | Eskås (Oslo) |

|                 |           |                         |
| Brynhildsen 17’ | Marcatori | 12’ Pedersen 54’ Tveita |

| Arbitro: | Hobber Nilsen (Oslo) |

|                                     |           |                     |
| Abdellaoue 31’ (rig.) Halvorsen 56’ | Marcatori | 59’ Ulland Andersen |

| Arbitro: | Amland (Bergen) |

|                                 |           |  |
| James 77’ Holmgren Pedersen 90’ | Marcatori |  |

#### Girone di ritorno
| Arbitro: | Saggi (Drammen) |

|                                          |           |                                   |
| Berisha 58’ Ibrahimaj 72’ Torsteinbø 76’ | Marcatori | 67’ Ulland Andersen 90’ Ellingsen |

| Arbitro: | Amland (Bergen) |

|                                                                        |           |  |
| Omoijuanfo 8’ (rig.), 59’ (rig.) Brynhildsen 68’, 73’ Wolff Eikrem 86’ | Marcatori |  |

| Arbitro: | Steen (Bergen) |

|                            |           |           |
| Kjartansson 21’ Dønnum 83’ | Marcatori | 90’ Wingo |

| Arbitro: | Saggi (Drammen) |

|  |           |          |
|  | Marcatori | 6’ Vales |

| Arbitro: | Hobber Nilsen (Oslo) |

|           |           |                            |
| Bamba 14’ | Marcatori | 13’ Hestad 85’ Kristiansen |

| Arbitro: | Steen (Bergen) |

|                                                 |           |                                  |
| Wolff Eikrem 32’, 52’ Omoijuanfo 44’ Hestad 47’ | Marcatori | 30’ Tounekti 62’ Leikvoll Moberg |

| Arbitro: | Amland (Bergen) |

|                         |           |                   |
| Ellingsen 70’ James 82’ | Marcatori | 85’ Ingimundarson |

| Arbitro: | Eskås (Oslo) |

|             |           |                                     |
| Brustad 36’ | Marcatori | 76’, 87’ Ellingsen 80’ (rig.) James |

| Arbitro: | S. Smehus Kringstad (Oslo) |

|                         |           |                              |
| Hussain 12’ Aursnes 89’ | Marcatori | 14’ Pellegrino 23’ Moumbagna |

| Arbitro: | Hagen (Grue) |

|  |           |                              |
|  | Marcatori | 45’, 85’ James 81’ Gregersen |

| Arbitro: | Eskås (Oslo) |

|                                                  |           |                 |
| Hussain 7’ Brynhildsen 12’ Ammitzbøll 48’ (aut.) | Marcatori | 11’ Therkildsen |

| Arbitro: | Eskås (Oslo) |

|                                          |           |                |
| Islamović 8’, 31’ (rig.) Reginiussen 49’ | Marcatori | 20’ Omoijuanfo |

| Arbitro: | Hansen (Feda) |

|                            |           |                   |
| Wolff Eikrem 31’ James 79’ | Marcatori | 90’ (rig.) Haugen |

| Arbitro: | Hobber Nilsen (Oslo) |

|            |           |                                                       |
| Bakenga 9’ | Marcatori | 71’ Wolff Eikrem 78’, 90’ (rig.) Omoijuanfo 83’ Bolly |

| Arbitro: | Hansen (Feda) |

|                                                                |           |  |
| James 25’ (rig.) Moström 26’ Omoijuanfo 37’, 56’ Ellingsen 88’ | Marcatori |  |

### Champions League
| Arbitro: | Markham-Jones |

|                                                                               |           |  |
| Hestad 26’ Wolff Eikrem 37’ Omoijuanfo 69’ Holmgren Pedersen 90’ Knudtzon 90’ | Marcatori |  |

| Arbitro: | Jäger |

|            |           |                       |
| Lotrič 38’ | Marcatori | 57’ Hussain 74’ James |

| Arbitro: | Jovanović |

|                                                       |                      |                                                        |
| Matić Medvedev Andrade Medina Məhəmmədəliyev Hüseynov | Tiri di rigore 5 – 6 | Omoijuanfo Aursnes Hestad Christensen Ellingsen Haugen |

| Arbitro: | del Cerro Grande |

|                                          |           |                                       |
| James 55’ Wolff Eikrem 65’ Ellingsen 83’ | Marcatori | 7’ Boli 53’ Uzuni 87’ (rig.) Charatin |

| Budapest 29 settembre 2020, ore 21:00 Spareggi Ritorno | Ferencváros | 0 – 0 referto | Molde | Groupama Arena (0 spett.)\| Arbitro: \| Kuipers \| |
| Arbitro:                                               | Kuipers     |               |       |                                                    |

### Europa League
| Arbitro: | Viljanen |

|            |           |                                   |
| Murray 35’ | Marcatori | 62’ Hussain 72’ (rig.) Omoijuanfo |

| Arbitro: | Ardeleanu |

|                |           |  |
| Omoijuanfo 65’ | Marcatori |  |

| Arbitro: | Meler |

|                                                          |           |               |
| Haugen 45’ (aut.) Sinyan 62’ (aut.) Pépé 69’ Willock 88’ | Marcatori | 21’ Ellingsen |

| Arbitro: | Stefański |

|  |           |                                 |
|  | Marcatori | 50’ Pépé 55’ Nelson 83’ Balogun |

| Arbitro: | Siebert |

|                                               |           |            |
| Wolff Eikrem 30’ Omoijuanfo 41’ Ellingsen 67’ | Marcatori | 90’ Flores |

| Arbitro: | Guida |

|                               |           |                       |
| Ritzmaier 43’ İbrahimoğlu 90’ | Marcatori | 12’, 46’ Wolff Eikrem |

| Arbitro: | Frappart |

|                                              |           |                                |
| Ellingsen 41’ Ulland Andersen 70’ Fofana 74’ | Marcatori | 8’, 28’ Dabour 45’ Baumgartner |

| Arbitro: | Kul'bakoŭ |

|  |           |                          |
|  | Marcatori | 20’, 90’ Ulland Andersen |

| Arbitro: | Raczkowski |

|                        |           |  |
| Molina 26’ Soldado 76’ | Marcatori |  |

| Arbitro: | Jovanović |

|                                      |           |             |
| Vallejo 29’ (aut.) Hestad 90’ (rig.) | Marcatori | 72’ Soldado |

## Statistiche

### Statistiche di squadra
| Competizione     | Punti | In casa | In casa | In casa | In casa | In casa | In casa | In trasferta | In trasferta | In trasferta | In trasferta | In trasferta | In trasferta | Totale | Totale | Totale | Totale | Totale | Totale | DR  |
| Competizione     | Punti | G       | V       | N       | P       | Gf      | Gs      | G            | V            | N            | P            | Gf           | Gs           | G      | V      | N      | P      | Gf     | Gs     | DR  |
| ---------------- | ----- | ------- | ------- | ------- | ------- | ------- | ------- | ------------ | ------------ | ------------ | ------------ | ------------ | ------------ | ------ | ------ | ------ | ------ | ------ | ------ | --- |
| Eliteserien      | 62    | 15      | 12      | 1       | 2       | 42      | 13      | 15           | 8            | 1            | 6            | 35           | 23           | 30     | 20     | 2      | 8      | 77     | 36     | +41 |
| Champions League | -     | 2       | 1       | 1       | 0       | 8       | 3       | 3            | 1            | 2            | 0            | 2            | 1            | 5      | 2      | 3      | 0      | 10     | 4      | +6  |
| Europa League    | -     | 5       | 3       | 1       | 1       | 9       | 8       | 5            | 2            | 1            | 2            | 7            | 9            | 10     | 5      | 2      | 3      | 16     | 17     | -1  |
| Totale           | -     | 22      | 16      | 3       | 3       | 59      | 24      | 23           | 11           | 4            | 8            | 44           | 33           | 45     | 27     | 7      | 11     | 103    | 57     | +46 |

### Andamento in campionato
| Giornata  | 1 | 2 | 3 | 4 | 5 | 6 | 7 | 8 | 9 | 10 | 11 | 12 | 13 | 14 | 15 | 16 | 17 | 18 | 19 | 20 | 21 | 22 | 23 | 24 | 25 | 26 | 27 | 28 | 29 | 30 |
| --------- | - | - | - | - | - | - | - | - | - | -- | -- | -- | -- | -- | -- | -- | -- | -- | -- | -- | -- | -- | -- | -- | -- | -- | -- | -- | -- | -- |
| Luogo     | T | C | T | C | T | C | T | C | T | T  | C  | T  | C  | T  | C  | T  | C  | T  | C  | T  | C  | C  | T  | C  | T  | C  | T  | C  | T  | C  |
| Risultato | V | V | V | V | N | V | V | V | V | P  | V  | P  | P  | P  | V  | P  | V  | P  | P  | V  | V  | V  | V  | N  | V  | V  | P  | V  | V  | V  |
| Posizione | 1 | 2 | 2 | 2 | 2 | 2 | 2 | 2 | 2 | 2  | 2  | 2  | 2  | 2  | 2  | 2  | 2  | 2  | 4  | 3  | 2  | 2  | 2  | 2  | 2  | 2  | 2  | 2  | 2  | 2  |

Fonte:  Eliteserien 2020, su altomfotball.no, Altomfotball.
Legenda:

Luogo: C = Casa; T = Trasferta. Risultato: V = Vittoria; N = Pareggio; P = Sconfitta.

### Statistiche dei giocatori
| Giocatore            | Eliteserien | Eliteserien | Eliteserien | Eliteserien | Coppa nazionale | Coppa nazionale | Coppa nazionale | Coppa nazionale | Champions League+Europa League | Champions League+Europa League | Champions League+Europa League | Champions League+Europa League | Altre coppe | Altre coppe | Altre coppe | Altre coppe | Totale   | Totale | Totale      | Totale     |
| Giocatore            | Presenze    | Reti        | Ammonizioni | Espulsioni  | Presenze        | Reti            | Ammonizioni     | Espulsioni      | Presenze                       | Reti                           | Ammonizioni                    | Espulsioni                     | Presenze    | Reti        | Ammonizioni | Espulsioni  | Presenze | Reti   | Ammonizioni | Espulsioni |
| -------------------- | ----------- | ----------- | ----------- | ----------- | --------------- | --------------- | --------------- | --------------- | ------------------------------ | ------------------------------ | ------------------------------ | ------------------------------ | ----------- | ----------- | ----------- | ----------- | -------- | ------ | ----------- | ---------- |
| F. Aursnes           | 27          | 3           | 5           | 0           |                 |                 |                 |                 | 5+10                           | 0                              | 2+2                            | 0                              |             |             |             |             | 42       | 3      | 9           | 0          |
| M. Bjørnbak          | 20          | 0           | 3           | 0           |                 |                 |                 |                 | 0+5                            | 0                              | 0                              | 0                              |             |             |             |             | 25       | 0      | 3           | 0          |
| M. Bolly             | 14          | 1           | 2           | 0           |                 |                 |                 |                 | 2+8                            | 0                              | 0                              | 0                              |             |             |             |             | 24       | 1      | 2           | 0          |
| J. Bolsø             | 0           | 0           | 0           | 0           |                 |                 |                 |                 | 0                              | 0                              | 0                              | 0                              |             |             |             |             | 0        | 0      | 0           | 0          |
| O. Brynhildsen       | 30          | 5           | 2           | 0           |                 |                 |                 |                 | 5+5                            | 0                              | 0                              | 0                              |             |             |             |             | 40       | 5      | 2           | 0          |
| T. Christensen       | 20          | 1           | 4           | 0           |                 |                 |                 |                 | 3+2                            | 0                              | 0                              | 0                              |             |             |             |             | 25       | 1      | 4           | 0          |
| Á. Craninx           | 3           | -4          | 0           | 0           |                 |                 |                 |                 | 0                              | 0                              | 0                              | 0                              |             |             |             |             | 3        | -4     | 0           | 0          |
| M. Ellingsen         | 27          | 5           | 2           | 0           |                 |                 |                 |                 | 5+9                            | 1+3                            | 1+1                            | 0+1                            |             |             |             |             | 41       | 9      | 4           | 1          |
| M. Eriksen Ranmark   | 0           | 0           | 0           | 0           |                 |                 |                 |                 | 0                              | 0                              | 0                              | 0                              |             |             |             |             | 0        | 0      | 0           | 0          |
| D. Fofana            | -           | -           | -           | -           |                 |                 |                 |                 | 0+3                            | 0+1                            | 0                              | 0                              |             |             |             |             | 3        | 1      | 0           | 0          |
| S. Gregersen         | 12          | 2           | 3           | 0           |                 |                 |                 |                 | 3+9                            | 0                              | 1+3                            | 0                              |             |             |             |             | 24       | 2      | 7           | 0          |
| K. Haugen            | 15          | 1           | 2           | 0           |                 |                 |                 |                 | 5+7                            | 0                              | 0+1                            | 0                              |             |             |             |             | 27       | 1      | 3           | 0          |
| E. Hestad            | 23          | 4           | 4           | 0           |                 |                 |                 |                 | 5+8                            | 1+1                            | 2+1                            | 0                              |             |             |             |             | 36       | 6      | 7           | 0          |
| M. Holmgren Pedersen | 21          | 2           | 2           | 0           |                 |                 |                 |                 | 3+7                            | 1+0                            | 1+0                            | 0                              |             |             |             |             | 31       | 3      | 3           | 0          |
| E. Hussain           | 28          | 8           | 6           | 0           |                 |                 |                 |                 | 5+7                            | 1+1                            | 2+0                            | 0                              |             |             |             |             | 40       | 10     | 8           | 0          |
| L. James             | 22          | 13          | 3           | 1           |                 |                 |                 |                 | 4+5                            | 2+0                            | 1+0                            | 0                              |             |             |             |             | 31       | 15     | 4           | 1          |
| J. Kitolano          | 10          | 1           | 1           | 1           |                 |                 |                 |                 | 0                              | 0                              | 0                              | 0                              |             |             |             |             | 10       | 1      | 1           | 1          |
| E. Knudtzon          | 27          | 2           | 1           | 0           |                 |                 |                 |                 | 5+9                            | 1+0                            | 1+1                            | 0                              |             |             |             |             | 41       | 3      | 3           | 0          |
| O. Lervik            | 0           | 0           | 0           | 0           |                 |                 |                 |                 | 0                              | 0                              | 0                              | 0                              |             |             |             |             | 0        | 0      | 0           | 0          |
| A. Linde             | 27          | -32         | 0           | 0           |                 |                 |                 |                 | 5+10                           | -4+-17                         | 0+1                            | 0                              |             |             |             |             | 42       | -53    | 1           | 0          |
| M. Moström           | 9           | 1           | 0           | 0           |                 |                 |                 |                 | 0+2                            | 0                              | 0                              | 0                              |             |             |             |             | 11       | 1      | 0           | 0          |
| O. Omoijuanfo        | 27          | 12          | 1           | 0           |                 |                 |                 |                 | 5+6                            | 1+3                            | 0                              | 0                              |             |             |             |             | 38       | 16     | 1           | 0          |
| O. Petersen          | 0           | 0           | 0           | 0           |                 |                 |                 |                 | 0                              | 0                              | 0                              | 0                              |             |             |             |             | 0        | 0      | 0           | 0          |
| B. Risa              | 7           | 0           | 0           | 0           |                 |                 |                 |                 | 0+5                            | 0                              | 0+3                            | 0                              |             |             |             |             | 12       | 0      | 3           | 0          |
| B. Sigurðarson       | -           | -           | -           | -           |                 |                 |                 |                 | 0+4                            | 0                              | 0+1                            | 0                              |             |             |             |             | 4        | 0      | 1           | 0          |
| S. Sinyan            | 19          | 0           | 3           | 0           |                 |                 |                 |                 | 2+7                            | 0                              | 0+1                            | 0                              |             |             |             |             | 28       | 0      | 4           | 0          |
| F. Sjølstad          | 6           | 0           | 0           | 1           |                 |                 |                 |                 | 0                              | 0                              | 0                              | 0                              |             |             |             |             | 6        | 0      | 0           | 1          |
| O. Sundgot           | 1           | 0           | 0           | 0           |                 |                 |                 |                 | 0                              | 0                              | 0                              | 0                              |             |             |             |             | 1        | 0      | 0           | 0          |
| A. Ugelvik           | 0           | 0           | 0           | 0           |                 |                 |                 |                 | 0                              | 0                              | 0                              | 0                              |             |             |             |             | 0        | 0      | 0           | 0          |
| E. Ulland Andersen   | 17          | 4           | 1           | 0           |                 |                 |                 |                 | 0+4                            | 0+3                            | 0+1                            | 0                              |             |             |             |             | 21       | 7      | 2           | 0          |
| H. Wingo             | 20          | 2           | 2           | 0           |                 |                 |                 |                 | 3+5                            | 0                              | 0+1                            | 0                              |             |             |             |             | 28       | 2      | 3           | 0          |
| M. Wolff Eikrem      | 27          | 7           | 5           | 0           |                 |                 |                 |                 | 5+10                           | 2+3                            | 0+1                            | 0                              |             |             |             |             | 42       | 12     | 6           | 0          |